# شمالشرق چشمه (۳)
شمالشرق چشمه(۳) یک اندیس غیرفلزی است که در حوالی شهر محلات استان مرکزی قرار دارد و مادهٔ معدنی موجود در آن، فلوئورین است.سنگ میزبان این اندیس آهک است و دیرینگی آن به دوران تریاس می‌رسد. در این اندیس، پاراژنز‌های سیلیس,کلسیت,مالاکیت,هماتیت یافت می‌شوند.